# Listă de compozitori de muzică cultă: A

## Aa
- Michel van der Aa (n. 1970)
- Thorvald Aagaard (1877 - 1937)
- Truid Aagesen (1593 - 1625)
- Erkki Aaltonen (1910 - 1990)
- Svend Aaquist Johansen (n. 1948)
- Els Aarne (1917 - 1995)
- Pietro Aaron (1480 - 1545)
- Evald Aav (1900 - 1939)
- Juhan Aavik (1884 - 1982)

## Ab
- Evaristo Felice Dall'Abaco (1675 - 1742)
- Pietro Abbà Cornaglia (1851 - 1894)
- Natale Abbadia (1792 - 1861)
- Marcello Abbado (n. 1926)
- Michelangelo Abbado (1900 - 1979)
- Antonio Maria Abbatini (1609 - 1677)
- Luigi Abbiate (1866 - 1933)
- Franco Abbiati (1898 - 1981)
- Ğamāl Abd al-Rahīm (1924 - 1988)
- Bonifacio Abdon (1876 - 1944)
- Keiko Abe (n. 1937)
- Kōmei Abe (n. 1911)
- Kyoko Abe (n. 1950)
- Ludwig Abeille (1761 - 1838)
- Rosalina Abejo (1922 - 1991)
- Carl Friedrich Abel (1723 - 1787)
- Ludwig Abel (1834 - 1895)
- Otto Abel (1905 - 1977)
- Nicanor Abelardo (1893 - 1934)
- Lew Abelijowitsch (1912 - 1985)
- Walter Abendroth (1896 - 1973)
- Johann Joseph Abert (1832 - 1915)
- Paul Abraham (1892 - 1960)
- Hans Abramsen (n. 1952)
- Alexander Abramski (1898 - 1985)
- Kornél Ábrányi (1822–1903)
- José Antonio Abreu (n. 1939)
- Jean Absil (1893 - 1974)
- Franz Abt (1819 - 1885)

## Ac
- Joseph Achron (1886 - 1943)
- Dieter Acker (n. 1940)

## Ad
- Ella Adaïewsky (1846 - 1926)
- Adolphe Adam (1803 - 1856)
- Adam de la Halle (~ 1237 - 1287)
- Adam von Fulda (~ 1445 - 1505)
- Emil Adamič (1877 - 1936)
- Michael Adamis (n. 1929)
- John Coolidge Adams (n. 1947)
- Rosalie Adams (n. 1927)
- Murray Adaskin (1906 - 2002)
- Mark Adderley (n. 1960)
- Richard Addinsell (1904 - 1977)
- Thomas Adès (n. 1971)
- Samuel Adler (n. 1928)
- Vincent Adler (1826-1871)
- Anton Cajetan Adlgasser (1729-1777)
- Sherron Adrian

## Ae
- Niklaus Aeschbacher (1917 - 1995)

## Af
- Nicolai Iacovlevici Afanasiev (1820 - 1898)

## Ag
- Agostino Agazzari (1578 - 1640)
- Klaus Ager (n. 1946)
- Károly Aggházy (1855 - 1918)
- François d'Agincourt (1684 - 1758)
- Roy Agnew (1893 - 1944)
- Guido Agosti (1901 - 1989)
- Johan Agrell (1701 - 1765)
- Alexander Agricola (~1446 - 1506)
- Johann Friedrich Agricola (1720 - 1774)
- Martin Agricola (1486 - 1556)
- Carl Christian Agthe (1762 - 1797)
- Gaspar Agüero y Barreras (1873 - 1951)
- Miguel de Aguila (n. 1957)
- Julián Aguirre (1868 - 1924)
- Herbert H. Ágústsson (n. 1926)

## Ah
- Johann Georg Ahle (1651 - 1706)
- Johann Rudolph Ahle (1625 - 1673)
- Jacob Niclas Ahlström (1805 - 1857)
- Olof Åhlström (1756 - 1835)
- Kalevi Aho (n. 1949)
- Joseph Ahrens (1904 - 1997)

## Ai
- Johann Kaspar Aiblinger (1779 - 1867)
- Gregor Aichinger (1564 - 1628)
- Vojtěch Bořivoj Aim (1886 - 1972)

## Ak
- Fjodor Akimenko (1876 - 1945)
- Necil Kâzım Akses (1908 - 1999)
- Yasushi Akutagawa (1925 - 1989)

## Al
- Giovanni Battista Ala (cca. 1598 - 1630)
- Nicolai Ilici Aladov (1890 - 1973)
- Albert Alain (1880 - 1971)
- Jehan Alain (1911 - 1940)
- Marie-Claire Alain (n. 1926)
- Olivier Alain (1918 - 1994)
- Domenico Alaleona (1881 - 1928)
- Alanus ab Insulis (cca 1116 - 1202/1203)
- Antoine Albanese (1729 - 1800)
- Isaac Albéniz (1860 - 1909)
- Pirro Albergati Capacelli (1663 - 1735)
- Eugen d'Albert (1864 - 1932)
- Heinrich Albert (1604 - 1651)
- Karel Albert (1901 - 1987)
- Domenico Alberti (cca. 1710 - 1740)
- Henrico Albicastro (~1660 - 1730)
- Roger Albin (1920 - 2001)
- Tomaso Albinoni (1671 - 1750)
- Christoph Albrecht (n. 1930)
- Karl Franzewitsch Albrecht (1807 - 1863)
- Konstantin Karlovici Albrecht (1836 - 1893)
- Johann Georg Albrechtsberger (1736 - 1809)
- Vincenzo Albrici (1631 - 1696)
- José Bernardo Alcedo (1788) - 1878)
- Giuseppe Aldrovandini (~1673 - 1707)
- Raffaella Aleotti⁠(d) (1575 - 1640)
- Alfred Alessandrescu (1893 - 1959)
- Felice Alessandri (1747 - 1798)
- Raffaele d'Alessandro (1911 - 1959)
- Liana Alexandra (1947 - 2011)
- Charles-Guillaume Alexandre (cca. 1735 - 1788)
- Alexander Wassilievici Alexandrov (1883 - 1946)
- Anatoli Nikolaievici Alexandrov (1888 - 1982)
- Boris Alexandrow (1905 - 1994)
- John Aleyn (d.1373)
- Franco Alfano (1876 - 1954)
- Hugo Alfvén (1872 - 1960)
- Frangis Ali-Sade (n. 1947)
- Alexandr Alexandrovici Aliabiev (1787 - 1851)
- Charles-Valentin Alkan (1813 - 1888)
- Benjamin Dwight Allen (1831 - 1914)
- Alejandro Núñez Allauca (n. 1943)
- Gregorio Allegri (1582 - 1652)
- Pedro Humberto Allende Sarón (1885 - 1959)
- Juan Allende-Blin (n. 1928)
- Francisco António de Almeida (cca. 1702 - cca. 1755)
- Carl Jonas Love Almqvist (1793 - 1866)
- Eyvind Alnæs (1872 - 1932)
- Ferid Alnar (1906 - 1978)
- Carmelo Alonso (n. 1929)
- Flor Alpaerts (1876 - 1954)
- Carlos Roqué Alsina (n. 1941)
- Brigitte Alsted (n. 1942)
- Maarten Altena (n. 1943)
- Michael Altenburg (1584 - 1640)
- Johann Christoph Altnickol (1719 - 1759)
- William Alwyn (1905 - 1985)

## Am
- Vladimír Ambros (1890 - 1956)
- Josef Karel Ambrož (1754 - 1822)
- Hermann Ambrosius (1897 - 1983)
- Juan Amenábar (1922 - 1999)
- Simon Amorosius (~1550 - după 1604)
- René Amengual Astaburuaga (1911 - 1954)
- Fikret Amirow (1922- 1984)
- Blasius Amon (~1560 - 1590)
- David Amram (n. 1930)
- Gilbert Amy (n. 1936)

## An
- Anton Jörgen Andersen (1845 - 1926)
- Alfred Andersen-Wingar (1869 - 1952)
- Leroy Anderson (1908 - 1975)
- Johann André (1741 - 1799)
- Johann Anton André (1775 - 1842)
- Volkmar Andreae (1879 - 1962)
- Elfrida Andrée (1841 - 1929)
- Mihail Andricu (1894 - 1974)
- Hendrik Andriessen (1892 - 1981)
- Jurriaan Andriessen (1925 - 1996)
- Louis Andriessen (n. 1939)
- Willem Andriessen (1887 - 1964)
- José Escolástico Andrino (1817 - 1862)
- Felice Anerio (~1560 - 1614)
- Giovanni Francesco Anerio (~1567 - 1630)
- Jean-Jacques-Baptiste Anet (1676 - 1755)
- Pasquale Anfossi (1727 - 1797)
- Paul Angerer (n. 1927)
- Irinel Anghel (n. 1969)
- Jean-Henri d'Anglebert (1629 - 1691)
- Giovanni Animuccia (~1514 - 1571)
- Caroline Ansink  (n. 1959)
- Conrad Ansorge (1862 - 1930)
- George Antheil (1900 - 1959)
- John Antill (1904 - 1986)
- Pietro degli Antoni (~1648 - ~1720)
- Theodore Antoniou (n. 1935)

## Ap
- Georges Aperghis (n. 1945)
- Denis ApIvor (n. 1916)
- Hans Erich Apostel (1901 - 1972)
- Baden Powell de Aquino (1937 - 2000)

## Ar
- Francesco Araja (1709 - ~1770)
- Dmitri Arakischwili (1873 - 1953)
- István Arató (1910 - 1980)
- Jakob Arcadelt (~1500 - 1568)
- Frederick Archer (1838 - 1901)
- J.F. Archer (n. 1964)
- Luigi Arditi (1822 - 1903)
- Bülent Arel (1919 - 1990)
- Anton Ștepanovici Arenski (1861 - 1906)
- Guido d'Arezzo (cca.992 - 1050)
- Dominick Argento (n. 1927)
- Attilio Ariosti (1666 - 1729)
- Paul Arma (1904 - 1987)
- Thomas Arne (1710 - 1778)
- Richard Arnell (n. 1917)
- Juri Arnold (1811 - 1898)
- Malcolm Arnold (n. 1921)
- Samuel Arnold (1740 - 1802)
- Giulio Cesare Arresti (1619 - 1701)
- Juan Crisóstomo de Arriaga (1806 - 1826)
- Emilio Arrieta (1823 - 1894)
- Claude Arrieu (1903 - 1990)
- Girolamo Arrigo (n. 1930)
- Wjatscheslaw Artjomow (n. 1940)
- Joseph Artôt (1815 - 1845)
- Alexander Arutjunjan (n. 1920)

## As
- Leo Ascher (1880 - 1942)
- Dilbar Abdurahmonova⁠(d) (1850 - 1930)
- Daniel Asia (n. 1953)
- Bonifazio Asioli (1769 - 1832)
- Giovanni Matteo Asola (~1532 - 1609)
- Franz Aspelmayr (1728 - 1786)
- André Asriel (n. 1922)
- Boris Wladimirowitsch Assafjew (1884 - 1949)
- Ignaz Assmayr (1790 - 1862)
- Emmanuele d'Astorga (1680 - 1757)
- José Vicente Asuar (n. 1933)

## At
- Pierre Attaingnant (~1494 - 1552)
- Kurt Atterberg (1887 - 1974)
- Thomas Attwood (1765 - 1838)

## Au
- Daniel-François-Esprit Auber (1782 - 1871)
- Louis Aubert (1877- 1968)
- Edmond Audran (1840 - 1901)
- Torgeir Augundsson (1801 - 1872)
- Laura Valborg Aulin (1860 - 1928)
- Tor Aulin (1866 - 1914)
- Franz Aumann (1728 - 1797)
- Georges Auric (1899 - 1983)
- Larry Austin (n. 1930)
- Antoine d'Auvergne (1713 - 1797)

## Av
- Menachem Avidom (1908 - 1995)
- Charles Avison (1709 - 1770)
- Tzvi Avni (n. 1927)
- Ana-Maria Avram (n. 1961)